# Itedi
 (novembre 2021).
Si vous disposez d'ouvrages ou d'articles de référence ou si vous connaissez des sites web de qualité traitant du thème abordé ici, merci de compléter l'article en donnant les références utiles à sa vérifiabilité et en les liant à la section « Notes et références ».
Itedi - Italiana Edizioni S.p.A. est une holding du groupe Fiat qui gère l'ensemble des  activités du groupe dans le secteur de l'édition et de l'information. 
Au travers de Itedi, le groupe Fiat contrôle la société du quotidien turinois Editrice La Stampa. 
Le Président de Itedi est John Elkann, petit-fils de l'Av. Giovanni Agnelli, président de FIAT S.p.A. jusqu'en 1990.
Le Directeur Général, depuis le 28 juillet 2006, est Angelo Sajeva. Le siège de Itedi est situé à Turin.